# Wang Fuzhi
Wang Fuzhi (王夫之), znan tudi kot Ernong (而農) in s psevdonimom Chuanshan (船山) je bil kitajski filozof, zgodovinar ter esejist v poznem obdobju dinastije Ming (1368–1644) in zgodnjem obdobju dinastije Qing (1644–1911). Njegova dela so oživili kitajski nacionalisti v sredini 19. stoletja.
Wang Fuzhi je bil rojen 7. oktobra 1619 v družini izobražencev v Hengyangu v kitajski provinci Hunan. V mladosti se je začel izobraževati o kitajskih klasičnih besedilih, kar je vplivalo na njegova kasnejša dela. Učil se je na znameniti akademiji Yuelu, ki je bila od nekdaj središče učenja konfucijanskih idej na Kitajskem.
Delal je v državni službi, za katero je opravil izpit pri štiriindvajsetih letih, vendar so njegovo kariero ustavili ustanovitelji dinastije Qing (Ch'ing). 
Wang Fuzhi, ki je ostal zvest dinastiji Ming, se je najprej boril proti napadalcem, nato pa je preživel preostanek življenja na begu pred njimi. Njegovo zatočišče je bilo ob vznožju gore Chuanshan, po kateri je dobil svoje umetniško ime. Umrl je leta 1693, vendar ni znano, kje in kako.
Wang Fuzhi naj bi napisal več kot sto knjig, vendar so bile mnoge izgubljene. Njegovih preostalih 21 del je zbranih v delu Chuanshan yishu quanji (船山遺書全集). Iz kitajščine je prevedenih le malo njegovih del. Pisal je o številnih temah, vključno z metafiziko, epistemologijo, moralno filozofijo, poezijo in politiko. Napisal je tudi več lastnih komentarjev na konfucijanske klasike, vključno s petimi v Knjigi sprememb (I Ching) in tako postopoma razvil lastno filozofsko teorijo. Znan je njegov komentar na Zizhi Tongjianovo delo z naslovom Komentarji po branju Tongjiana (讀通鑒論, Du Tongjian Lun).
Med njegova bolj znana dela štejemo Song lun (Zgodovina dinastije Song), Huangshu (Rumena knjiga) in E-meng (Nenavadne sanje)
Wang je bil Konfucijev privrženec, vendar je nasprotoval neokonfucijanski filozofiji, ki je takrat prevladovala na Kitajskem. Verjel je, da ta filozofija izkrivlja Konfucijeve nauke. Nanj sta poleg Konfucija vplivala tudi ugledna neokonfucijanska filozofa Zhang Zai in Zhu Xi iz zgodnje dinastije Song. 

## Ideje
Trdil je, da starodavne institucije niso pomembne v njegovem času in da je namen države služiti ljudem. V času, ko so bile nacionalistične ideje na Kitajskem še dokaj neznane, je trdil, da bi moral biti končni cilj kitajske vlade ohranitev kitajskega ljudstva in njegove kulture. Wang je slavil junake iz preteklosti, ki so se borili, da bi rešili kitajsko zemljo in njihovo ljudstvo pred posegi različnih srednje-azijskih barbarskih ljudstev.
Strogo je zavračal daoizem in budizem, saj ni odobraval ideje o zavračanju pravega sveta, samo zato, da bi dosegli absolutno praznino in mirovanje človekovega uma. Neokonfucijanske študije je kritiziral, ker so posvečale preveč pozornosti abstraktnim načelom, medtem pa spregledovale človeško družbo in materialni svet, iz katerega so bila ta načela izpeljana. Zavračal je tudi enačenje človeškega uma z zunanjim svetom ter enačenje znanja s prakso in dejanji. Wang se je vrnil k Zhang Zaiju (1020–1077) in kasneje napredoval v svoji materialistični filozofiji. Verjel je, da nobena stvar ne more biti dodana ali izvzeta iz vesolja, ter da nobene stvari ni mogoče ustvariti iz niča. Vse stvari naj bi sledile svoji lastni poti (dao). Wang Fuzhi je verjel, da je svet material in da je vse objektivna entiteta; materija se nenehno spreminja, njen razvoj in spremembe pa morajo slediti zakonitostim. Wang je zavrgel idejo, da je človeška narava popolnoma prirojena in se nikoli ne spremeni. Dejal je, da čeprav človeška narava nosi nekatere prirojene lastnosti, ki so vir moralne dobrote, odseva tudi izkušnje uma v resničnem človeškem življenju. 
Medtem ko se je filozofsko osredotočal na materialni svet, se je njegov politično zanimanje osredotočalo na politične in družbenoekonomske težave. Po Wangovem mnenju se človeška družba v različnih časih sooča z različnimi težavami in ljudje bi se morali potruditi najti konkretne rešitve za svoje težave.
Priljubljenost na sodobnem Kitajskem so mu prinesli njegovi pogledi na politiko in zgodovino. Vlada naj bi po njegovem mnenju morala koristiti ljudem, ne vladajočim, zgodovina pa je neprekinjen cikel, ki vključuje postopen napredek človeške družbe. Obstajajo obdobja kaosa in pomanjkanja, pa tudi stabilnosti in blaginje, odvisno od stopnje kreposti cesarja in ljudstva kot celote, vendar je osnovna smer napredek. To je posledica naravnih zakonov, ki veljajo nad ljudmi in družbo. Verjel je, da je moč zla fevdalnih posestnikov,ki ga je treba oslabiti z višjimi davki, kar bi vodilo tudi k povečanju števila kmetov, ki imajo v lasti zemljo.
Njegovo močno nasprotovanje dinastiji Qing je razvidno iz njegovih filozofskih idej. Bil je tudi močen nacionalist in je vztrajal, da se Kitajci razlikujejo od nekitajcev ter da bi vsak moral ostati na svojem ozemlju in da bi vsi morali spoštovati suverenost drug drugega, da bi se izognili možnostim invazije ali integracije.